# Яновер Давид Захарович
Яновер Давид Захарович (25 травня 1905, Чемерівці, Російська імперія — 21 липня 1972, Київ, Українська РСР, СРСР) — радянський український кіноактор, режисер і організатор кіновиробництва. Кавалер орденів Вітчизняної війни І і II ст.

## Біографія
Народився 25 травня 1905 р. у м. Чемерівці Хмельницької обл.
Навчався на режисерському факультеті Київського інституту кінематографії (1930—1934).
Учасник Німецько-радянської війни.
З 1934 р. працював на студії «Укркінохроніка», з 1952 р. — директор художніх картин на Київській кіностудії. Зіграв ряд епізодичних ролей.
Помер 21 липня 1972 р. в Києві.

## Фільмографія
Директор кіногрупи 21 документального фільму, серед яких:
- «Дні фронту» (1943)
- «На Дунаї» (1940)
- «Сталінград»
- «Битва за нашу Радянську Україну» (1944)

Директор 20 художніх картин, серед яких:
- «Народжені бурею» (1957)
- «Блакитна стріла» (1958)
- «Літак відлітає о 9-й» (1960)
- «Бухта Олени» (1963)
- «Загибель ескадри» (1965, 2 с)
- «Криниця для спраглих» (1965)
- «Вечір на Івана Купала» (1968)
- «Експеримент доктора Абста» (1968)
- «Назад дороги немає» (1970)
- «Сімнадцятий трансатлантичний» (1972)
- «Схованка біля Червоних каменів» (1972)

Кіноролі:
- «Загибель ескадри» (1965, 2 с, епіз.)
- «Вечір на Івана Купала» (1968, пан)
- «Сімнадцятий трансатлантичний» (1972, епіз.)